# اوله کوتلیخ
اوله کوتلیخ (اوکراینی: Олег Котелюх؛ زادهٔ ۱۹ ژوئن ۱۹۷۹) بازیکن فوتبال اهل اوکراین است.
از باشگاه‌هایی که در آن بازی کرده‌است می‌توان به باشگاه فوتبال کریفباس کریفیی ریه اشاره کرد.